# دانشگاه بین‌المللی باک ها
دانشگاه بین‌المللی باک‌ها (به لاتین: BHIU) یک دانشگاه در ویتنام است که در استان باک نین واقع شده‌است.